# World Series of Poker 1990
1990 års World Series of Poker (WSOP) pokerturnering hölls vid Binion's Horseshoe.

## Inledande event
| Event                        | Vinnare                        | Pris (USD) | Tvåa  |
| ---------------------------- | ------------------------------ | ---------- | ----- |
| $1 500 Limit Hold'em         | Mike Hart                      | $252 000   | Okänt |
| $1 500 Seven Card Razz       | Ray Rumler                     | $111 600   | Okänt |
| $1 500 Seven Card Stud Split | Norm Boulus                    | $108 600   | Okänt |
| $1 500 Omaha 8 or better     | Monte Kouz                     | $113 400   | Okänt |
| $1 500 Limit Omaha           | Tony Stormzand                 | $106 800   | Okänt |
| $1 500 Ace to Five Draw      | Phil Reher                     | $124 200   | Okänt |
| $1 500 Seven Card Stud       | Vasilis Lazarou                | $158 400   | Okänt |
| $1 500 Pot Limit Omaha       | Shawqui Shunnarah              | $113 400   | Okänt |
| $5 000 Deuce to Seven Draw   | John Bonetti                   | $83 250    | Okänt |
| $5 000 Seven Card Stud       | Hugh Todd                      | $168 000   | Okänt |
| $5 000 Pot Limit Omaha       | Thomas "Amarillo Slim" Preston | $142 000   | Okänt |
| $2 500 Limit Hold'em         | Berry Johnston                 | $254 000   | Okänt |
| $2 500 No Limit Hold'em      | Allen Baker                    | $280 000   | Okänt |
| $500 Ladies' Seven Card Stud | Marie Gabert                   | $22 000    | Okänt |

## Main Event
194 stycken deltog i Main Event. Varje deltagare betalade $10 000 för att delta.

### Finalbordet
| Placering | Namn             | Pris     |
| --------- | ---------------- | -------- |
| 1         | Mansour Matloubi | $835 000 |
| 2         | Hans "Tuna" Lund | $334 000 |
| 3         | Dave Crunkleton  | $167 000 |
| 4         | Jim Ward         | $91 850  |
| 5         | Berry Johnston   | $75 150  |
| 6         | Al Krux          | $58 450  |